# Andreas von Holst

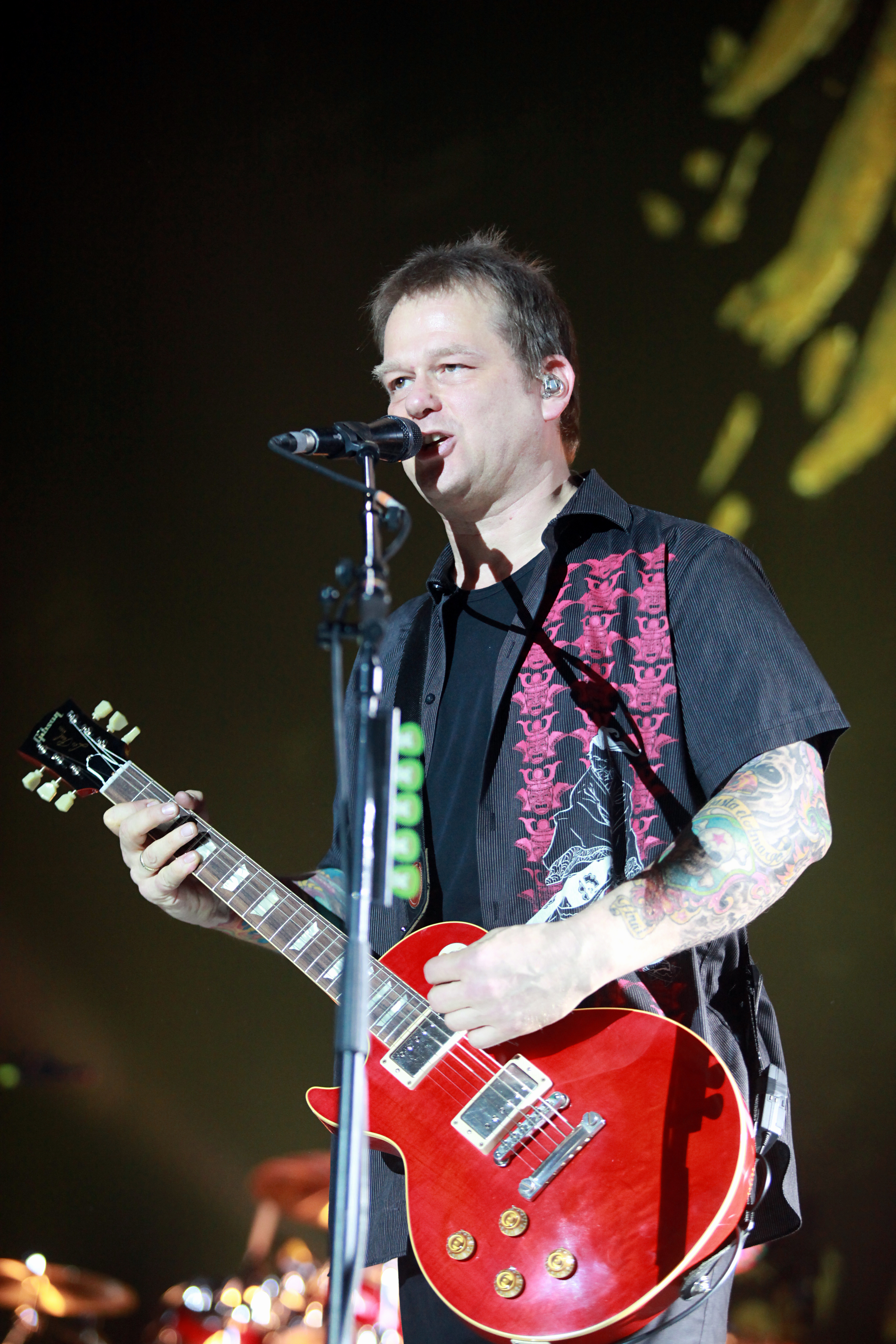
Andreas von Holst (2012)

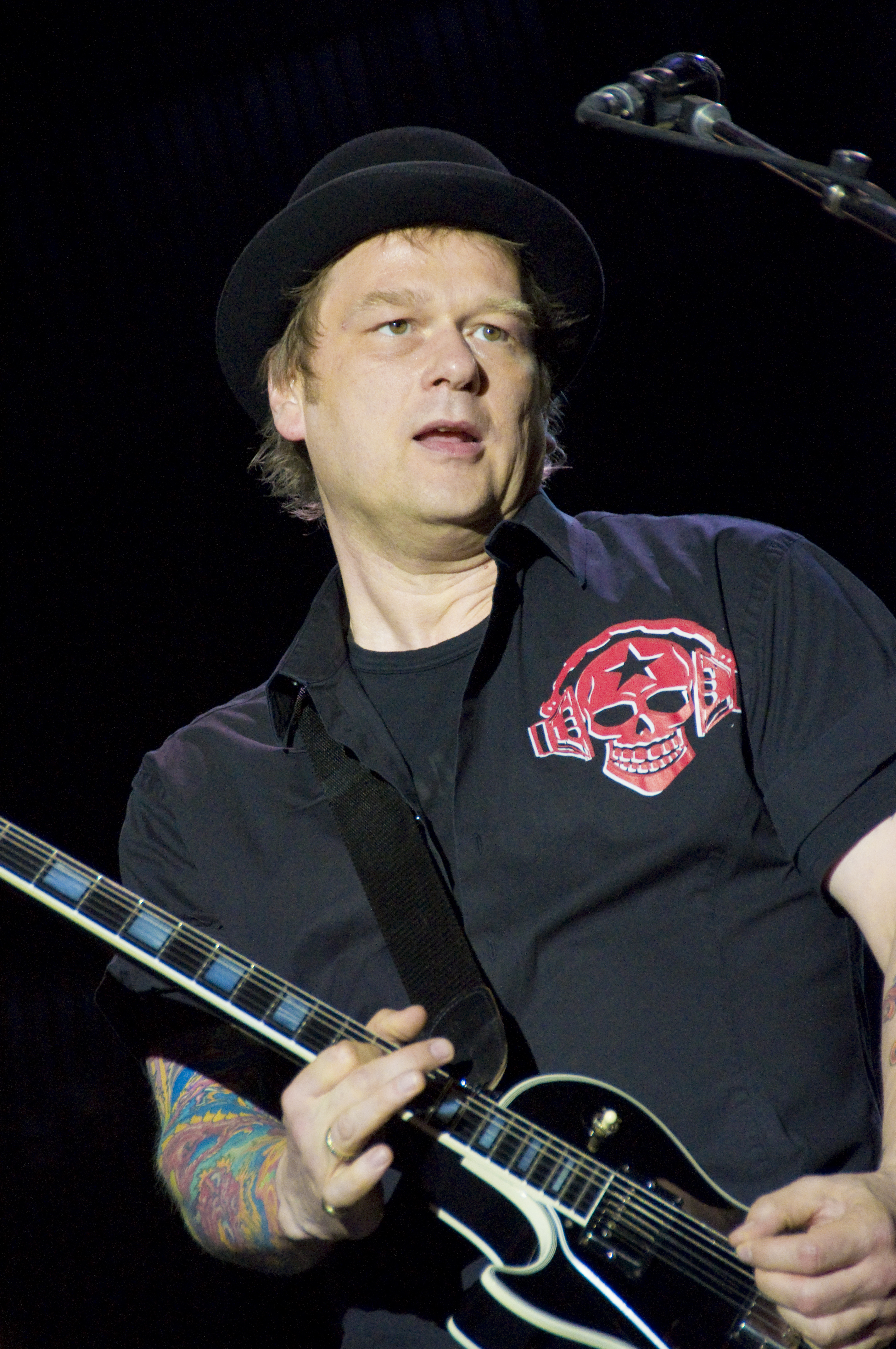
Andreas von Holst (2009)

Georg Andreas Christian von Holst, genannt Kuddel (* 11. Juni 1964 in Münster), ist ein deutscher Musiker. Er ist Gitarrist und Songwriter der Band Die Toten Hosen.

## Leben
Andreas von Holst entstammt einem Adelsgeschlecht aus dem Baltikum und wuchs mit seinem älteren Bruder im Düsseldorfer Stadtteil Derendorf auf. Dort besuchte er das Rethel-Gymnasium. Schon früh begann er nach Anleitung von Peter Burschs Buch Gitarre zu spielen. Zunächst bediente er das Instrument jedoch wie eine Zither auf dem Küchentisch, weil er als Linkshänder erhebliche Schwierigkeiten hatte, die Akkorde zu greifen. Erst viel später erfuhr er, dass es spezielle Instrumente für Linkshänder gibt.
Er spielte zunächst mit einem Schulfreund und einem Deutschlehrer auf Schulfesten und schloss sich 1980 der Band ZK an, nachdem er Campino in Neuss kennengelernt hatte. 1982 war er Gründungsmitglied der Band Die Toten Hosen, der er bis heute angehört.
An der Schule hatte Holst immer weniger Interesse und er verließ das Gymnasium in der elften Klasse. In den 1980er und 1990er Jahren hatte von Holst Alkoholprobleme, bekam diese jedoch unter Kontrolle und ist heute abstinent.
Nachdem Kuddel viele Jahre auf dem Land in Nähe des Nürburgrings lebte, hat es ihn 2016 wieder zurück nach Düsseldorf gezogen und hat seit 2025 auch einen Zweitwohnsitz in Berlin. Er pflegt eine imposante Linkshänder-Gitarren-Sammlung, kocht auf gefühltem Sterne-Niveau und ist inzwischen das Bandmitglied mit der höchsten Quote von Tätowierungen pro Quadratmeter.
2024 hat Kuddel wieder geheiratet und lebt nun mit seiner Frau Simona und seinem Zwergdackel Rosine in Mettmann.
Holst trat 1984 in der Formation „Inbase“ in Erscheinung. Zusammen mit dem Sänger Stefan Telegdy schrieb er den Titel Christine, den Bellaphon Records als Single veröffentlichte und der im selben Jahr in der Fernsehsendung Formel Eins vorgestellt wurde.